# Dipcadi
Dipcadi je biljni rod iz porodice šparogovki smješten u tribus Ornithogaleae, ili Dipcadieae dio potporodice Scilloideae. 
Postoji četrdesetak vrsta trajnica, lukovičastih geofita rasprostranjenih po cijeloj Africi, zapadnim dijelovima Europe, Arapskom poluotoku i Indijskom poluotoku, Iranu, Iraku, Pakistanu, Afganistanu. Poznatija vrsta je D. serotinum

## Vrste
1. Dipcadi bakerianum Bolus
2. Dipcadi balfourii Baker
3. Dipcadi biflorum Ghaz.
4. Dipcadi brevifolium (Thunb.) Fourc.
5. Dipcadi ciliare (Eckl. & Zeyh. ex Harv.) Baker
6. Dipcadi × clarkeanum Schinz
7. Dipcadi concanense (Dalzell) Baker
8. Dipcadi cowanii (Ridl.) H.Perrier
9. Dipcadi crispum Baker
10. Dipcadi dekindtianum Engl.
11. Dipcadi erythraeum Webb & Berthel.
12. Dipcadi fesoghlense (Solms) Baker
13. Dipcadi garuense Engl. & K.Krause
14. Dipcadi glaucum (Burch. ex Ker Gawl.) Baker
15. Dipcadi goaense Prabhug., U.S.Yadav & Janarth.
16. Dipcadi gracillimum Baker
17. Dipcadi guichardii Radcl.-Sm.
18. Dipcadi heterocuspe Baker
19. Dipcadi kuriensis A.G.Mill.
20. Dipcadi ledermannii Engl. & K.Krause
21. Dipcadi longifolium (Lindl.) Baker
22. Dipcadi maharashtrense Deb & S.Dasgupta
23. Dipcadi marlothii Engl.
24. Dipcadi mechowii Engl.
25. Dipcadi minor Hook.f.
26. Dipcadi montanum (Dalzell) Baker
27. Dipcadi ndelleense A.Chev.
28. Dipcadi oxylobum Welw. ex Baker
29. Dipcadi panousei Sauvage & Veilex
30. Dipcadi papillatum Oberm.
31. Dipcadi platyphyllum Baker
32. Dipcadi reidii Deb & S.Dasgupta
33. Dipcadi rigidifolium Baker
34. Dipcadi saxorum Blatt.
35. Dipcadi serotinum (L.) Medik.
36. Dipcadi susianum (Nábelek) Wendelbo
37. Dipcadi thollonianum Hua
38. Dipcadi turkestanicum Vved.
39. Dipcadi ursulae Blatt.
40. Dipcadi vaginatum Baker
41. Dipcadi viride (L.) Moench
42. Dipcadi welwitschii (Baker) Baker